# Otto Michael Schmitt

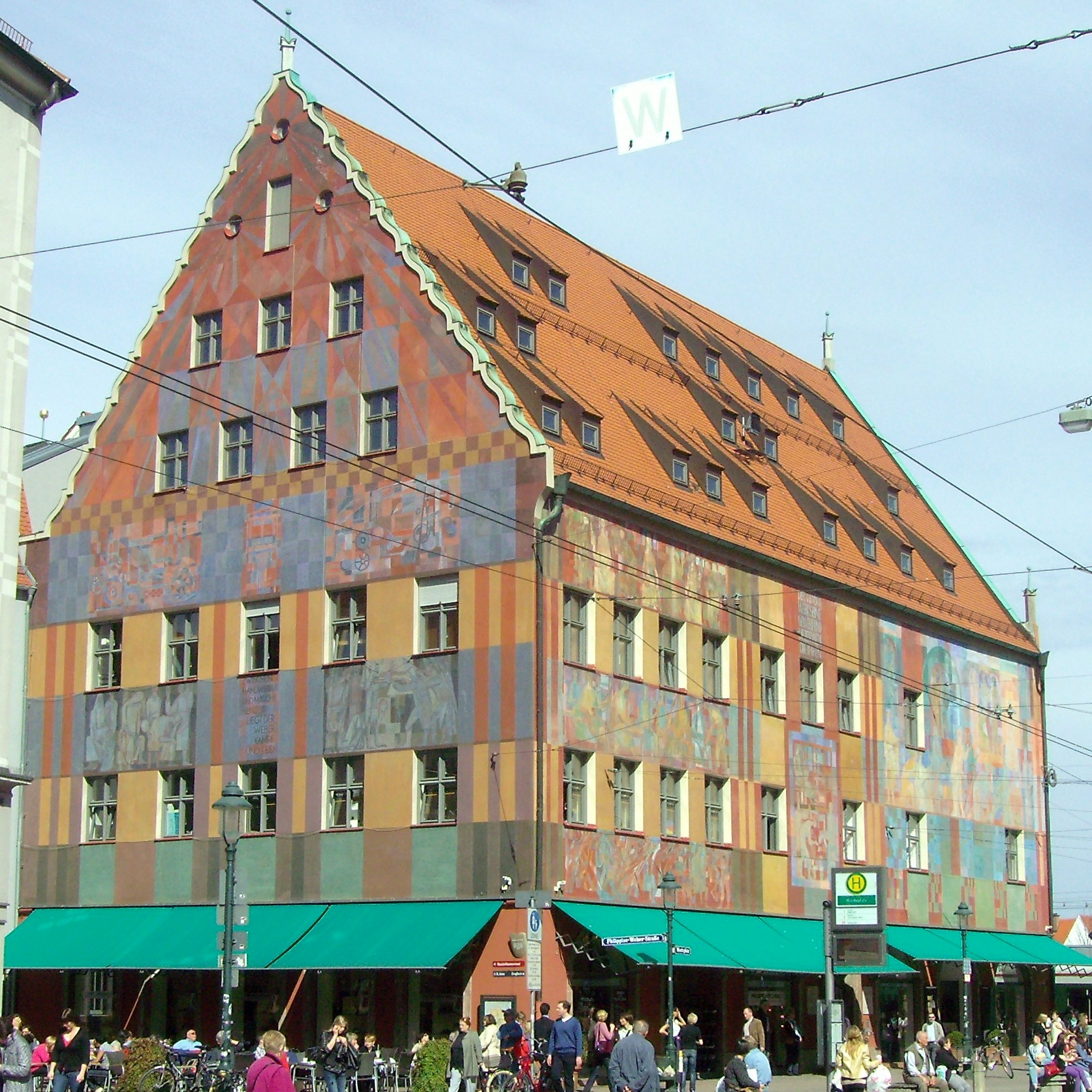
Das Weberhaus am Augsburger Moritzplatz von Südwesten

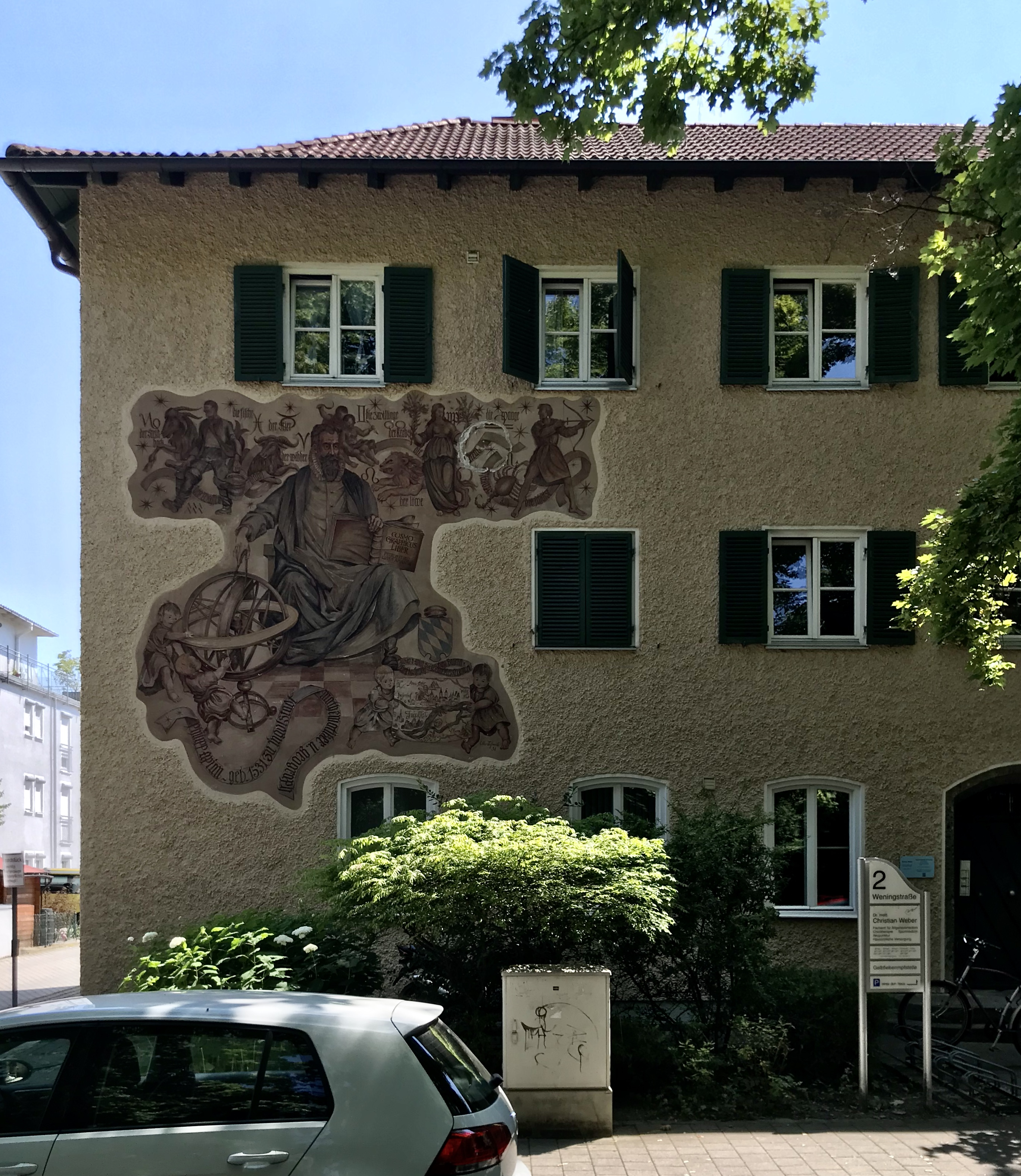
Fresko an der Weningstraße 2, Ingolstadt

Otto Michael Schmitt (* 1. Januar 1904 in Laufen; † 1. Februar 1992 in Anhausen) war ein deutscher Künstler.

## Leben
Bereits 1910 kam er mit seinen Eltern nach Augsburg. Nach dem Besuch des Gymnasiums arbeitete O. M. Schmitt in einem Architekturbüro, praktizierte als Maurer und Zimmermann, erlernte schließlich 1921 bis 1922 die Kunstdrechslerei und betrieb in Thüringen eine eigene Werkstatt. Ab 1924 bis 1928 studierte er dann an der Akademie für angewandte Kunst in München bei Robert Engels und Franz Klemmer. Besonders seinem Lehrer Franz Klemmer, den er zeitlebens hoch verehrte und schätzte, ist seine Hinwendung zur Freskomalerei zu verdanken. Von 1928 bis 1932 war er Meisterschüler bei Klemmer an der Münchner Kunstakademie. Von 1932 bis zu seiner Berufung 1941 als Lehrer für figürliche Komposition und Wandmalerei an die Nürnberger Kunstakademie machte sich O. M. Schmitt in Augsburg einen Namen als freischaffender Maler in Augsburg. Krieg und Gefangenschaft kosteten ihn zwischen 1939 und 1947 wertvolle Arbeitsjahre, ließen aber auch viele hervorragende Zeichnungen entstehen. Zurückgekehrt nach Nürnberg war O. M. Schmitt von 1957 bis zu seiner Pensionierung 1968 Präsident der Akademie der bildenden Künste. Zu den mannigfachen Ehrungen, die ihm zuteilwurden, zählt auch die Verleihung des Bayerischen Verdienstordens.
1934 hatte er Elise Schönherr geheiratet, aus der Ehe gingen vier Kinder hervor. Nach der Zerstörung der Nürnberger Wohnung während eines Luftangriffes im Zweiten Weltkrieg wurde das Dorf Anhausen, wo Schmitt seit 1936 ein Wochenendhaus besaß, zuerst zum Refugium und schließlich zum dauerhaften Wohnsitz der Familie.
In der Zeit des Nationalsozialismus wurde Schmitt 1937 Mitglied der NSDAP. 1939 wurde er in das Polizeibataillon 74 eingezogen und wurde als Oberleutnant zunächst im besetzten Frankreich eingesetzt. Zwischenzeitlich wurde er für Malarbeiten in der Stadt der Reichsparteitage freigestellt. Im September 1942 war Schmitt bei einem „Polizeibataillon Nürnberg“ aktiv. 1943 war er mit seiner Einheit im besetzten Jugoslawien und in Istrien eingesetzt.
Im Mittelpunkt seines umfangreichen Schaffens stand neben seiner Lehrtätigkeit stets die Freskomalerei. Unter seinen bedeutendsten Arbeiten, zu denen viele Fresken an Kirchen und öffentlichen Gebäuden gehören, ist an erster Stelle die Bemalung des historischen und nach Kriegszerstörung wiederaufgebauten Augsburger Weberhauses (1959–1961) zu nennen. Ebenso jedoch gehören zu seinem künstlerischen Werk monumentale Wandbilder (wie beispielsweise in der Nürnberger Bundesanstalt für Arbeit oder das 1939 im Offizierskasino dreier Kasernen bei Augsburg geschaffene Wandfresko, das die Schlacht auf dem Lechfeld darstellt), Entwürfe für Gobelins (Nürnberger Rathaus), große Wandmosaiken sowie eine kaum zu zählende Vielfalt an großartigen Landschaftsbildern, Zeichnungen und Illustrationen, darunter zahlreiche Holz- und Linolschnitte. In Ingolstadt entwarf Schmitt 1938 an einem früheren Postgebäude in der Weningstraße 2 ein Fresko, das Philipp Apian zeigt.